# Chickraikumpi, Devadurga
Chickraikumpi là một làng thuộc tehsil Devadurga, huyện Raichur, bang Karnataka, Ấn Độ.